# 21943 Diannacowern
21943 Diannacowern este o planetă minoră (asteroid), cu un diametru de 8,895 km, din centura de asteroizi. A fost descoperită pe 9 noiembrie 1999 la Catalina Station⁠(d) de Catalina Sky Survey. 
Obiectul prezintă o orbită caracterizată de o semiaxă mare de 2,4019923 UAi, o excentricitate de 0,2, o înclinație de 8,52356 ° în raport cu ecliptica.